# 覃振

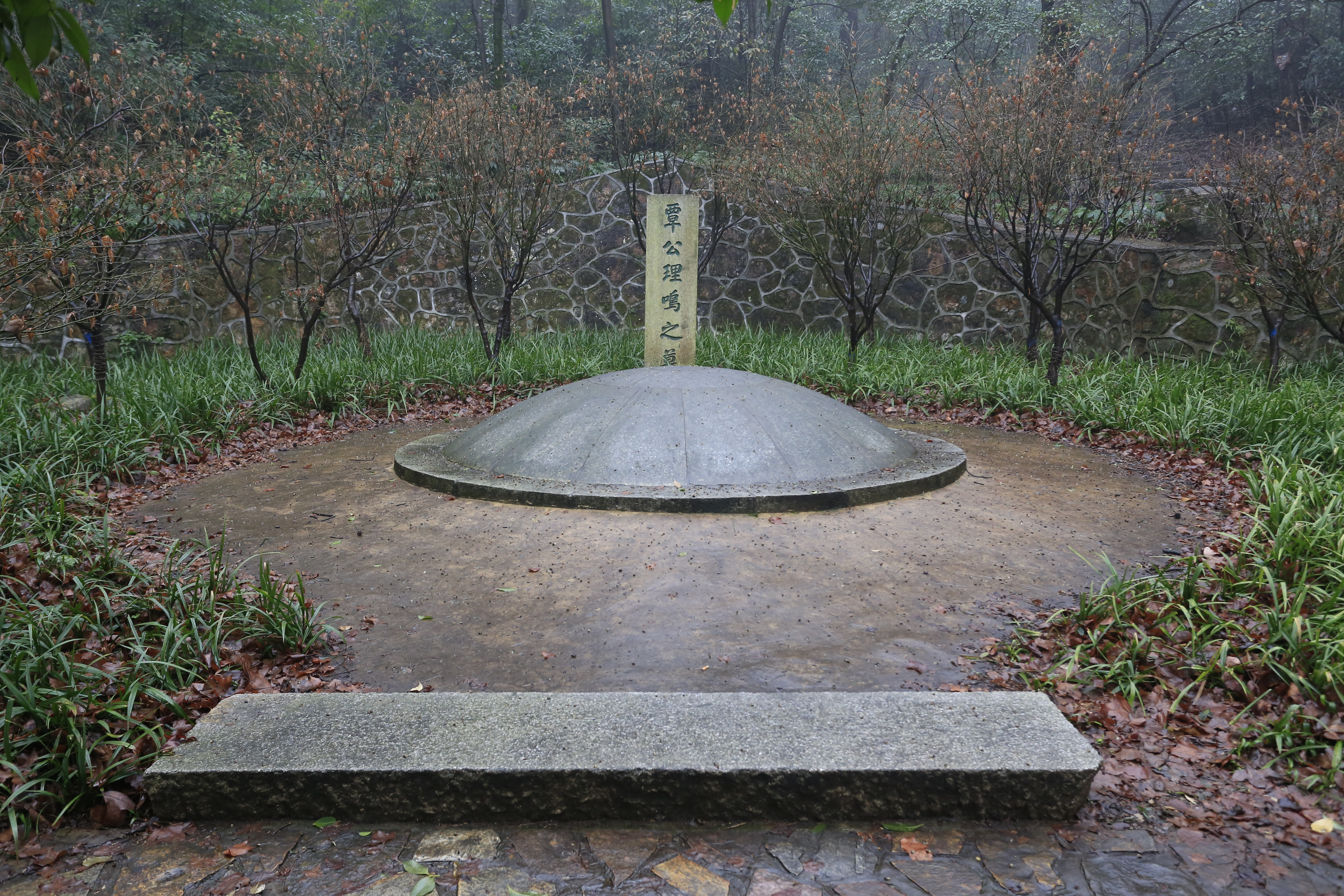
长沙岳麓山覃振墓

覃振（1885年—1947年4月18日），原名道让，字理鸣，湖南桃源人。中国民主革命家、政治人物。

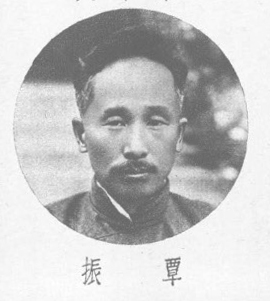

## 生平
覃振1899年与宋教仁、胡瑛结拜，后世称之为“桃源三杰”。1903年入常德的湖南西路师范学堂学习，因宣传革命被学校开除。后覃振逃到日本，1903年12月就读于东京弘文学院，经宋教仁介绍，加入了黄兴任会长的华兴会。覃振回国参加华兴会组织的长沙起义，但因起义流产，黄兴、宋教仁、刘揆一、陈天华等人四处逃命，覃振只好回到桃源，同宋之昭结婚。婚后为躲避官府追捕，覃振第二次流亡日本。
1905年中国同盟会在日本成立，覃振作为华兴会骨干是发起人之一，曾经担任中国同盟会总部评议员。1906年，覃振被黄兴派回中国，策划同盟会的起义。后覃振与禹之谟等人因试图利用公葬陈天华、姚宏业的机会宣传革命，又被官府追捕。覃振不得不第三次流亡日本，到早稻田大学法律系就读。
覃振也是共进会的发起人之一。1908年，覃振和共进会领导人焦达峰等回到中国准备发动起义。覃振在到达长沙的当日即被官府擒获，判处终生监禁。
1911年武昌起义爆发，覃振被释放，后担任湘桂联军督战官。随军到达武昌后，覃振担任中华民国军政府鄂军都督府秘书长。1911年12月，鄂军都督黎元洪任命覃振为代表到南京出席各省都督府代表联合会会议。1912年1月28日，南京临时参议院成立，覃振任议员。1913年，覃振参加二次革命，事败后第四次流亡日本。
在日本期间，覃振加入中华革命党，被孙中山任命为湖南支部长。1917年孙中山任命覃振为大元帅府参议，同时任湖南巡阅使。其间覃振第二次结婚，妻子为梅鹤修。
1924年召开的中國國民黨第一次全國代表大會上，覃振当选中央执行委员。在此前后，覃振结识了毛泽东。会后覃振被派往武汉指导湖南、湖北的党务。1925年孙中山在北京去世，覃振曾到北京为其守灵。此后覃振成为西山会议派。1932年后，覃振历任南京国民政府立法院副院長、代理院长，司法院副院長等项职务。
抗日战争爆发后，覃振积极支持国共合作抗日。1937年底，覃振随南京国民政府移往重庆，同行者全汝真后来成了他的第三任妻子。1945年重庆谈判期间，毛泽东和覃振会见数次。1946年第二次国共内战爆发，覃振辞去了司法院副院长的职务，避居上海。1947年2月，周恩来到上海看望了病中的覃振。1947年4月18日，覃振在上海病逝。其遗体葬于岳麓山。

## 家庭
- 妻子：[2]
  - 第一任：宋之昭
    - 长女：覃钰
    - 二女：覃铭
    - 三女：覃英

  - 第二任：梅鹤修
    - 长子：覃建
    - 次子：覃定
    - 四女：覃铨
    - 五女：覃璞
    - 六女：覃瑞
    - 七女：覃琼
    - 八女：覃琨

  - 第三任：全汝真
    - 三子：覃威
    - 四子：覃权
    - 九女：覃琳